# Cetirizine
Cetirizine(dihydrochloride) is een geneesmiddel (merknaam Zyrtec) dat wordt ingezet bij de behandeling van allergie, hooikoorts, angio-oedeem en netelroos. Het is een tweede-generatie-H1-receptorantagonist (antihistaminicum) en werkt door middel van het blokkeren van H1-histaminereceptoren. Het is de belangrijke en werkzame metaboliet van hydroxyzine. De bijwerkingen zijn veel minder dan bij hydroxyzine, het meest komt nog voor een droge mond. Cetirizine is sinds 1987 internationaal op de markt. Het is zonder recept verkrijgbaar onder de merknamen Hooikoortstablet Cetirizine, Allergietablet cetirizine, Prevalin Allerstop, Reactine en Zyrtec en als het merkloze Cetirizine in tabletten en in drank. De dosering is 1× daags 1 tablet van 10 mg. Kinderen vanaf twee jaar krijgen een aangepaste vloeibare dosering.